# Tchórze
Tchórze (czes. Zbabělci) – powieść autorstwa czeskiego pisarza Josefa Škvoreckiego z lat 1948–1949, wydana po raz pierwszy w 1958 r.

## Tło historyczne
Powieść daje obraz generacji społeczeństwa czeskiego, która dojrzewała w okresie II wojny światowej oraz doświadczyła czeskiej rewolucji w maju 1945 i zamachu stanu w lutym 1948. Opisuje przemiany moralno-polityczne mieszczańskiej formacji pokoleniowej. Stanowi przejaskrawioną, ironiczną refleksję nad pokoleniem, które odrzucić musiało skompromitowane idee swoich rodziców, a jednocześnie natknęło się na nową rzeczywistość kreowaną przez komunistów. Pokolenie to wyraża tęsknotę za wartościami niepodlegającymi destrukcyjnemu działaniu czasu – prawdą, stabilnym stylem życia i zwykłymi, powszednimi cnotami.
Ojcowie głównych bohaterów powieści przeżyli apogeum swojej kupieckiej i przemysłowej działalności w Czechosłowacji lat międzywojennych, tworząc dobrze prosperujące państwo. Stanowili oni jednak element bardzo zachowawczy, zamknięty na jakiekolwiek próby reform społecznych. Państwo takie stało się łatwym łupem dla Adolfa Hitlera, który począwszy od 1938, doprowadził do jego upadku i przekształcenia w Protektorat Czech i Moraw, którego codzienność jest tłem powieści. Trwa germanizacja, masowe zapisy na volkslistę, ale jednocześnie młodzież może uczęszczać do szkół, instytucji kultury, a czeska burżuazja ocaliła w większości swoje przywileje i majątki. Stanowiło to doskonały grunt do rozwoju organizacji o charakterze kolaboranckim, szermujących hasłami czeskiego realizmu politycznego. W takiej atmosferze ostrożności i wyrachowanej kolaboracji dorastało pokolenie synów mieszczaństwa czeskiego – usposobionych lojalistycznie, wyrosłych bez większych ideałów, często nieposiadających żadnych problemów materialnych.
Młodzież ta grzęzła w poczuciu egzystencjalnego bezsensu, w nudzie czeskiej prowincji, a ostatecznie w poszukiwaniu jakichkolwiek form bezpiecznego buntu, byle za niewysoką cenę. W tej sytuacji przejawami oporu wobec konformistycznej rzeczywistości Protektoratu było jaskrawe, eleganckie ubieranie się, często w stylu angielskim, wtrącanie angielskich słów, czy też słuchanie jazzu.

## Odbiór
Powieść (napisana w latach 1948–1949 i niemożliwa do wydania w erze socrealizmu) ukazała się w 1958 i od razu stała się wydarzeniem sezonu czytelniczego. Rozgorzały wokół niej głośne dyskusje, a wiele osób uznało ją za naruszenie obowiązujących norm i konwencji, a nawet za obrazę ojczyzny i rewolucji, Armii Czerwonej oraz narodu czeskiego. Autora oskarżono o hańbienie przeszłości i pamięci o czeskiej walce narodowo-wyzwoleńczej. W rzeczywistości próbował on wyjaśnić słabość i ograniczoność ruchu oporu w Czechach, ukazując pasywność i oportunizm mieszczańskich lokalnych przywódców ludowych, ich asekuranctwo, tchórzostwo, dwuznaczność metod walki, karykaturalność działań organizacyjnych, a także wieczne paktowanie z wrogiem, zamiast otwartej walki. Zarzuty były na tyle silne, że na polecenie Komitetu Centralnego KPČ (a dokładnie samego Antonína Novotnego) powieść wycofano z księgarń, co jednak dodatkowo przyczyniło się do wzrostu jej popularności wśród społeczeństwa czeskiego. Sam Škvorecký został zwolniony z redakcji pisma „Světová literatura” i na parę lat zablokowano mu możliwość publikowania (wydawał jedynie powieści kryminalne pod nazwiskiem swego przyjaciela – Jana Zábrany). Być może wydanie Tchórzy było przemyślanym działaniem władz komunistycznych, mającym na celu przykładne napiętnowanie niepokornego pisarza.
Dzieło poddano ostrej krytyce w mediach oficjalnych, a wycofaną część nakładu przemielono. Ponieważ po zakazie sprzedaży książka stała się niezwykle poszukiwana na rynku nieoficjalnym, autor wspominał później: Już nigdy potem nie miałem tak udanej i zarazem darmowej promocji.

## Treść
Powieść opowiada o kilku majowych dniach roku 1945 w małym czeskim miasteczku. Narratorem jest naoczny świadek i uczestnik wydarzeń – chłopak, który wstępuje właśnie w dorosłe życie – Daniel Danny Smirzicky (liczne odniesienia autobiograficzne). Jego koledzy należą do pokolenia, które nie zostało obdarzone żadną życiową dynamiką, nie tęskniło za chwalebnymi czynami czy za przełomem zbrojnym. W większości pracują oni dla okupanta, w lokalnej fabryce zbrojeniowej. Obserwują biernie otaczające ich wydarzenia, albo ich nie rozumiejąc, albo się ich bojąc. Budują w zamian groteskową kopię społeczeństwa amerykańskiego, słuchając lub grając jazz i ubierając się wyzywająco, w stylu dandysowskim. Jednocześnie gardzą ideałami swoich rodziców – ich służalczością wobec Niemców, dążeniem do stabilizacji, niezaangażowaniem, kolaboracją i chęcią ciągłego powiększania majątków. Przeciwstawiają się także powszechnemu kultowi Boženy Němcovej czy Aloisa Jiráska.
Do miasteczka podchodzą wojska radzieckie, wszyscy są już pewni, że dni Niemców są policzone. Nadchodzi więc czas spodziewanej od dawna rewolucji, co przeczuwają zwłaszcza ludzie młodzi. Na ulicach zaczynają się pojawiać osoby w mundurach dawnych czeskich legionów, z flagami czeskimi, które również wywieszane są z okien, także przez zagorzałych jeszcze kolaborantów. Całością tego ruchu kieruje pułkownik Czemelik – personifikacja wszystkich cech dawnego austriackiego oficera, dla którego biurokracja i ostrożność jest znacznie ważniejsza niż jakikolwiek czyn zbrojny. Z Niemcami wyłącznie pertraktuje, na ulice wysyła nieuzbrojone patrole, aby zapobiegły komunistom zrabować niemiecki pociąg z amunicją. Czeka, aż Niemcy wycofają się sami, bez wystrzałów. Wszystko to jest gorzkim przeżyciem dla pragnących w końcu czynu młodych ludzi. Czują, że dawni prominenci kolaboracji chcą teraz zabłysnąć jako czescy patrioci. Bitwa o miasto w końcu ziszcza się na samym końcu wojny (9 maja), kiedy przyjeżdżają żołnierze SS niechętni kapitulacji.
Zakończenie powieści jest bardzo wymowne – Danny gra pieśń pożegnalną dla swojej młodości, miłości, przyjaciół i dla swojego miasteczka. Wie, że ten świat odchodzi bezpowrotnie. W mieście uaktywniają się nowe siły – komuniści, którzy dogadują się z Armią Czerwoną. Danny wie, że nowe życie będzie być może piękne, ale równie puste jak dotychczasowe. Przyjmuje je jednak bez zastrzeżeń, bo zaczyna wierzyć w sens ludzkiej aktywności.

## Znaczenie
Powieść określana jest mianem przełomu w czeskiej prozie. Bohaterowie poddają się stałej deheroizacji, ale autor nie potępia ich do końca. Mają oni swój ustalony pogląd na świat, Škvorecký nie narzuca czytelnikom żadnych nachalnych ocen ich postępowania. Było to pierwsze poważne rozliczenie z pokoleniem czeskich kolaborantów z okresu II wojny światowej. Według Leszka Engelkinga była to jedna z największych czeskich powieści dwudziestowiecznych.